# Kropotkinskaja (stanice metra v Moskvě)
Kropotkinskaja (rusky Кропоткинская) je stanice moskevského metra.

## Charakter stanice
Kropotinskaja je podzemní, hloubená stanice s ostrovním nástupištěm, součást Sokolničeské linky. Její interiér byl vzhledem k významu stanice budován i na poměry moskevského metra velmi okázale. Je mělce založená; pouhých 13 m hluboko a má jeden výstup, vyvedený po pevném schodišti do povrchového vestibulu. Ten se nachází u znovu postaveného pravoslavného Chrámu Krista spasitele a Puškinova muzea. V interiéru stanice byl užit mramor, osvětlení je umístěno na dvou řadách sloupů, které celou stanici podpírají. Na podlahu se použila žula, uspořádaná do šachovnicového vzoru.

## Vznik a vývoj
Vybudována byla ve velké otevřené jámě (176 m dlouhé a 25 m široké; tunely ze stanice Biblioteka imeni Lenina vznikly technikou „Vykopej a přikryj“. Díky neomezenému prostoru a příznivým geologickým podmínkám bylo možné postavit podle zadání nejprostornější stanici v celém tehdejším metru. Od 5. května roku 1935 tak slouží veřejnosti, řadí se ke stanicím historicky nejstarším. Její model byl oceněn i na mezinárodní výstavě v Paříži roku 1937 a v Bruselu roku 1958; architekti stavby dostali Stalinův řád. Tehdy ale nesla název Dvorec sovětov (Palác sovětů), podle velkého a megalomenského paláce, který měl být v její blízkosti vybudován. Jeho stavbu však přerušila druhá světová válka a ocel nutná pro výstavbu byla potřeba na válečnou výrobu. Po válce byl projekt celé stavby nakonec zrušen Nikitou Chruščovem. Současný název tak má stanice až od roku 1957, kdy ji pojmenovali po ruském anarchistovi, Pjotru Kropotkinovi.
V současné době stanici využívá denně kolem 40 000 lidí. V budoucnosti se plánuje její rozšíření a vytvoření druhého nástupiště pro linku Kalininsko-Solncevskou, jejíž plánovaná západní část má vést tímto směrem. Název této nové stanice bude znít nejspíš Ostoženka nebo Kadaševskaja.